# Vřesina (ort i Tjeckien, lat 49,82, long 18,13)
Vřesina är en ort i Tjeckien. Den ligger i den östra delen av landet, 270 km öster om huvudstaden Prag. Vřesina ligger 259 meter över havet och antalet invånare är 2 410.
Terrängen runt Vřesina är lite kuperad, och sluttar österut.Runt Vřesina är det ganska tätbefolkat, med 124 invånare per kvadratkilometer. Närmaste större samhälle är Ostrava, 11,3 km öster om Vřesina. Trakten runt Vřesina består till största delen av jordbruksmark.